# Великомостівська міська рада
Великомостівська міська рада — орган місцевого самоврядування у Сокальському районі Львівської області. Адміністративний центр ради — місто Великі Мости.

## Загальні відомості
Великомостівська міська рада утворена в 1472 році. Водоймища на території, підпорядкованій даній раді: річка Рата.

## Населені пункти
Міській раді підпорядковані населені пункти:
- м. Великі Мости
- с. Борове
- с. Куличків

## Склад ради
Рада складається з 36 депутатів та голови.

### Керівний склад попередніх скликань
| ПІБ                          | Основні відомості                                                          | Дата обрання | Дата звільнення |
| ---------------------------- | -------------------------------------------------------------------------- | ------------ | --------------- |
| Домашовець Наталія Василівна | Міський голова, 1958 р.н., освіта, член Конгресу Українських Націоналістів | 26.03.2006   | 31.10.2010      |
| Ройко Ярослав Григорович     | Міський голова, 1958 р.н., освіта вища, безпартійний                       | 31.10.2010   |                 |

Примітка: таблиця складена за даними джерела